# Englische Badmintonmeisterschaft
Englische Meisterschaften im Badminton werden erst seit 1964 ausgetragen. Grund für den späten Start der Einzeltitelkämpfe im „Mutterland des Badmintonsports“ sind die seit 1899 ausgetragenen Internationalen Meisterschaften von England, die All England, die als offene Titelkämpfe den nationalen Bereich mit abdeckten.

## Die Sieger
| Saison | Herreneinzel      | Dameneinzel        | Herrendoppel                     | Damendoppel                      | Mixed                           |
| ------ | ----------------- | ------------------ | -------------------------------- | -------------------------------- | ------------------------------- |
| 1964   | William Havers    | Ursula Smith       | Trevor Coates Tony Jordan        | Ursula Smith Jennifer Pritchard  | Colin Beacom Jennifer Pritchard |
| 1965   | Roger Mills       | Angela Bairstow    | John Havers William Havers       | Ursula Smith Jennifer Pritchard  | Roger Mills Margaret Barrand    |
| 1966   | Roger Mills       | Ursula Smith       | Tony Jordan Colin Beacom         | Angela Bairstow Margaret Barrand | Tony Jordan Julie Charles       |
| 1967   | Roger Mills       | Ursula Smith       | Roger Mills David Horton         | Sue Pound Margaret Boxall        | David Horton Jennifer Horton    |
| 1968   | Ray Sharp         | Angela Bairstow    | Tony Jordan Colin Beacom         | Sue Pound Margaret Boxall        | Roger Mills Gillian Perrin      |
| 1969   | Ray Sharp         | Gillian Perrin     | David Eddy Roger Powell          | Susan Whetnall Margaret Boxall   | Roger Mills Gillian Perrin      |
| 1970   | Paul Whetnall     | Gillian Perrin     | Tony Jordan Roger Mills          | Susan Whetnall Margaret Boxall   | Paul Whetnall Margaret Boxall   |
| 1971   | Derek Talbot      | Gillian Gilks      | Elliot Stuart Derek Talbot       | Margaret Beck Julie Rickard      | Roger Mills Gillian Gilks       |
| 1972   | Derek Talbot      | Margaret Beck      | Elliot Stuart Derek Talbot       | Judy Hashman Gillian Gilks       | Derek Talbot Gillian Gilks      |
| 1973   | Ray Stevens       | Margaret Beck      | Ray Stevens Mike Tredgett        | Judy Hashman Gillian Gilks       | David Hunt Gillian Gilks        |
| 1974   | Derek Talbot      | Margaret Beck      | Elliot Stuart Derek Talbot       | Nora Gardner Gillian Gilks       | Derek Talbot Gillian Gilks      |
| 1975   | Paul Whetnall     | Margaret Beck      | David Eddy Eddy Sutton           | Susan Whetnall Margaret Boxall   | Derek Talbot Gillian Gilks      |
| 1976   | Paul Whetnall     | Gillian Gilks      | Ray Stevens Mike Tredgett        | Susan Whetnall Gillian Gilks     | Derek Talbot Gillian Gilks      |
| 1977   | Ray Stevens       | Margaret Lockwood  | Ray Stevens Mike Tredgett        | Barbara Giles Gillian Gilks      | Mike Tredgett Nora Gardner      |
| 1978   | Derek Talbot      | Gillian Gilks      | Ray Stevens Mike Tredgett        | Nora Perry Anne Statt            | Mike Tredgett Nora Perry        |
| 1979   | Ray Stevens       | Gillian Gilks      | Ray Stevens Mike Tredgett        | Gillian Gilks Jane Webster       | Mike Tredgett Nora Perry        |
| 1980   | Ray Stevens       | Gillian Gilks      | Ray Stevens Mike Tredgett        | Nora Perry Karen Puttick         | Mike Tredgett Nora Perry        |
| 1981   | Ray Stevens       | Gillian Gilks      | Ray Stevens Mike Tredgett        | Karen Bridge Barbara Sutton      | Mike Tredgett Nora Perry        |
| 1982   | Steve Baddeley    | Jane Webster       | Martin Dew Duncan Bridge         | Nora Perry Jane Webster          | Martin Dew Gillian Gilks        |
| 1983   | Kevin Jolly       | Karen Beckman      | Martin Dew Mike Tredgett         | Nora Perry Jane Webster          | Mike Tredgett Gillian Clark     |
| 1984   | Andy Goode        | Fiona Elliott      | Martin Dew Mike Tredgett         | Gillian Gilks Paula Kilvington   | Martin Dew Gillian Gilks        |
| 1985   | Steve Baddeley    | Fiona Elliott      | Steve Baddeley Mike Tredgett     | Gillian Clark Gillian Gowers     | Dipak Tailor Gillian Gilks      |
| 1986   | Darren Hall       | Helen Troke        | Nigel Tier Andy Goode            | Helen Troke Gillian Gowers       | Nigel Tier Gillian Gowers       |
| 1987   | Steve Baddeley    | Fiona Elliott      | Steve Baddeley Andy Goode        | Gillian Clark Gillian Gowers     | Andy Goode Fiona Elliott        |
| 1988   | Darren Hall       | Sally Podger       | Martin Dew Andy Goode            | Gillian Clark Gillian Gowers     | Martin Dew Gillian Gowers       |
| 1989   | Darren Hall       | Fiona Smith        | Steve Baddeley Martin Dew        | Gillian Clark Gillian Gowers     | Andy Goode Gillian Clark        |
| 1990   | Darren Hall       | Fiona Smith        | Andy Goode Mike Brown            | Gillian Clark Gillian Gowers     | Andy Goode Gillian Clark        |
| 1991   | Darren Hall       | Julie Bradbury     | Nick Ponting Dave Wright         | Gillian Gowers Joanne Muggeridge | Andy Goode Gillian Gowers       |
| 1992   | Anders Nielsen    | Fiona Smith        | Andy Goode Chris Hunt            | Gillian Clark Julie Bradbury     | Nick Ponting Joanne Wright      |
| 1993   | Darren Hall       | Suzanne Louis-Lane | Julian Robertson Dave Wright     | Gillian Clark Gillian Gowers     | Nick Ponting Gillian Clark      |
| 1994   | Darren Hall       | Suzanne Louis-Lane | Chris Hunt Simon Archer          | Joanne Wright Gillian Gowers     | Nick Ponting Joanne Wright      |
| 1995   | Anders Nielsen    | Julia Mann         | Chris Hunt Simon Archer          | Joanne Wright Julie Bradbury     | Nick Ponting Joanne Wright      |
| 1996   | Darren Hall       | Tanya Woodward     | Chris Hunt Simon Archer          | Joanne Wright Julie Bradbury     | Simon Archer Julie Bradbury     |
| 1997   | Peter Knowles     | Julia Mann         | Chris Hunt Simon Archer          | Nichola Beck Joanne Davies       | Simon Archer Joanne Goode       |
| 1998   | Darren Hall       | Julia Mann         | Chris Hunt Simon Archer          | Joanne Goode Donna Kellogg       | Simon Archer Joanne Goode       |
| 1999   | Darren Hall       | Julia Mann         | Chris Hunt Simon Archer          | Sara Sankey Ella Miles           | Simon Archer Joanne Goode       |
| 2000   | Colin Haughton    | Julia Mann         | Simon Archer Nathan Robertson    | Sara Sankey Ella Miles           | Ian Sullivan Gail Emms          |
| 2001   | Colin Haughton    | Julia Mann         | Simon Archer Nathan Robertson    | Gail Emms Joanne Wright          | Simon Archer Joanne Goode       |
| 2002   | Mark Constable    | Julia Mann         | Anthony Clark Nathan Robertson   | Gail Emms Natalie Munt           | Nathan Robertson Gail Emms      |
| 2003   | Colin Haughton    | Julia Mann         | Anthony Clark Nathan Robertson   | Gail Emms Donna Kellogg          | Nathan Robertson Gail Emms      |
| 2004   | Aamir Ghaffar     | Tracey Hallam      | Anthony Clark Nathan Robertson   | Ella Tripp Joanne Wright         | Simon Archer Donna Kellogg      |
| 2005   | Aamir Ghaffar     | Elizabeth Cann     | Simon Archer Anthony Clark       | Gail Emms Donna Kellogg          | Nathan Robertson Gail Emms      |
| 2006   | Nicholas Kidd     | Tracey Hallam      | Robert Blair Anthony Clark       | Gail Emms Donna Kellogg          | Nathan Robertson Donna Kellogg  |
| 2007   | Nicholas Kidd     | Elizabeth Cann     | Robert Blair Anthony Clark       | Gail Emms Donna Kellogg          | Anthony Clark Donna Kellogg     |
| 2008   | Rajiv Ouseph      | Elizabeth Cann     | Nathan Robertson Anthony Clark   | Tracey Hallam Donna Kellogg      | Anthony Clark Donna Kellogg     |
| 2009   | Rajiv Ouseph      | Jill Pittard       | Nathan Robertson Anthony Clark   | Suzanne Rayappan Donna Kellogg   | Anthony Clark Donna Kellogg     |
| 2010   | Rajiv Ouseph      | Elizabeth Cann     | Nathan Robertson Anthony Clark   | Jenny Wallwork Gabrielle White   | Nathan Robertson Jenny Wallwork |
| 2011   | Rajiv Ouseph      | Nicola Cerfontyne  | Nathan Robertson Chris Langridge | Jenny Wallwork Gabrielle White   | Nathan Robertson Jenny Wallwork |
| 2012   | Rajiv Ouseph      | Elizabeth Cann     | Chris Adcock Andrew Ellis        | Jenny Wallwork Gabrielle White   | Chris Adcock Gabrielle White    |
| 2013   | Rajiv Ouseph      | Sarah Walker       | Chris Langridge Peter Mills      | Lauren Smith Gabrielle White     | Chris Langridge Heather Olver   |
| 2014   | Rajiv Ouseph      | Sarah Walker       | Chris Adcock Andrew Ellis        | Gabrielle Adcock Lauren Smith    | Chris Adcock Gabrielle Adcock   |
| 2015   | Sam Parsons       | Nicola Cerfontyne  | Marcus Ellis Chris Langridge     | Heather Olver Lauren Smith       | Chris Adcock Gabrielle Adcock   |
| 2016   | Rajiv Ouseph      | Fontaine Chapman   | Marcus Ellis Chris Langridge     | Heather Olver Lauren Smith       | Chris Adcock Gabrielle Adcock   |
| 2017   | Alex Lane         | Chloe Birch        | Tom Wolfenden Peter Briggs       | Lauren Smith Sarah Walker        | Ben Lane Jessica Pugh           |
| 2018   | Toby Penty        | Chloe Birch        | Matthew Clare Michael Roe        | Lauren Smith Jessica Pugh        | Marcus Ellis Lauren Smith       |
| 2019   | Rajiv Ouseph      | Chloe Birch        | Ben Lane Sean Vendy              | Chloe Birch Lauren Smith         | Ben Lane Jessica Pugh           |
| 2020   | Alex Lane         | Chloe Birch        | Tom Wolfenden Gregory Mairs      | Chloe Birch Lauren Smith         | Max Flynn Fee Teng Liew         |
| 2021   | Johnnie Torjussen | Abigail Holden     | Matthew Clare Ethan van Leeuwen  | Jessica Hopton Jessica Pugh      | Callum Hemming Jessica Pugh     |
| 2022   | Johnnie Torjussen | Georgina Bland     | Ben Lane Sean Vendy              | Abbygael Harris Annie Lado       | Callum Hemming Jessica Pugh     |
| 2023   | Johnnie Torjussen | Kirby Ngan         | Ben Lane Sean Vendy              | Chloe Birch Jenny Wallwork       | Gregory Mairs Jenny Moore       |
| 2024   | Harry Huang       | Kirby Ngan         | Ben Lane Sean Vendy              | Chloe Birch Jenny Mairs          | Gregory Mairs Jenny Mairs       |
| 2025   | Harry Huang       | Freya Redfearn     | Barney Chua Yue Chern Zach Russ  | Abbygael Harris Elizabeth Tolman | Gregory Mairs Jenny Mairs       |